# الیزا اسکانلن
الیزا اسکانلن (به انگلیسی: Eliza Scanlen؛ زادهٔ ۶ ژانویهٔ ۱۹۹۹) بازیگر استرالیایی است. او فعالیت هنری خود را با ایفای نقش تابیتا فورد در مجموعه تلویزیونی استرالیایی خانه و دوری در سال ۲۰۱۶ آغاز کرد و به شهرت رسید. اسکانلن در سال ۲۰۱۸ در نقش یک نوجوان مشکل‌دار در مینی‌سریال چیزهای تیز (۲۰۱۸) ظاهر شد و مورد تحسین منتقدان قرار گرفت. در سال ۲۰۲۲، او نقش النور روزولت را در مجموعه بانوی اول به تصویر کشید.
در سال ۲۰۱۹، اسکانلن حضور در سینما را با درام دندان شیری و درام تاریخی زنان کوچک به کارگردانی گرتا گرویگ تجربه کرد. او در سال ۲۰۱۷، در لیست ده ستاره تلویزیونی نوظهور هالیوود ریپورتر قرار گرفت‌ و در همان سال جامعه بازیگری استرالیا، او را به عنوان یکی از ده ستاره نوظهور معرفی کرد.

## اوایل زندگی
الیزا اسکانلن در ۶ ژانویه ۱۹۹۹ در سیدنی، نیو ساوت ولز به دنیا آمد، او یک خواهر دوقلوی همسان به نام آنابل دارد. اسکانلن زمانی که هفت سال داشت نواختن پیانو را آموخت اما در سیزده سالگی نواختن پیانو را رها کرد. در سال ۲۰۱۹، او برای آماده‌سازی خود برای فیلم زنان کوچک دوباره شروع به نواختن پیانو کرد.

## فیلم‌شناسی

### فیلم
| سال  | عنوان         | نقش          | یادداشت |
| ---- | ------------- | ------------ | ------- |
| ۲۰۱۹ | دندان شیری    | میلا فینلای  |         |
| ۲۰۱۹ | زنان کوچک     | الیزابت مارچ |         |
| ۲۰۲۰ | شیطان تمام‌وقت | لنورا لافرتی |         |
| ۲۰۲۱ | اولد          | کارا         |         |

### فیلم کوتاه
| سال  | عنوان   | نقش  | کارگردان | نویسنده | یادداشت |
| ---- | ------- | ---- | -------- | ------- | ------- |
| ۲۰۱۸ | گریس    | گریس | نه       | نه      |         |
| ۲۰۱۹ | موکبانگ | -    | آری      | آری     |         |

### تلویزیون
| سال  | عنوان       | نقش                | یادداشت                |
| ---- | ----------- | ------------------ | ---------------------- |
| ۲۰۱۶ | خانه و دوری | تابیتا فورد        | نقش تکرارشونده         |
| ۲۰۱۸ | چیزهای تیز  | اِما کِرِلین          | بازیگر اصلی، مینی‌سریال |
| ۲۰۲۱ | آتش         | تش                 | بازیگر اصلی، مینی‌سریال |
| ۲۰۲۲ | بانوی اول   | جوانی النور روزولت |                        |

### تئاتر
| سال  | عنوان                       | نقش   | یادداشت            |
| ---- | --------------------------- | ----- | ------------------ |
| ۲۰۱۹ | سالار مگس‌ها                 | اریک  | کمپانی تئاتر سیدنی |
| ۲۰۱۹ | کشتن مرغ مقلد آمریکای شمالی | مایلا | تئاتر شوبرت        |

## جوایز
| سال  | کار        | جایزه                                                   | نتیجه |
| ---- | ---------- | ------------------------------------------------------- | ----- |
| ۲۰۱۹ | دندان شیری | جایزه کشتی نقره‌ای از جشنواره فیلم ونیز                  | پیروز |
| ۲۰۱۹ | دندان شیری | جایزه اکتا بهترین بازیگر نقش اول زن                     | پیروز |
| ۲۰۱۹ | زنان کوچک  | جایزه بهترین گروه بازیگری از جنشواره فیلم فارو ایسلند   | پیروز |
| ۲۰۲۰ | موکبانگ    | جایزه بهترین کارگردانی فیلم کوتاه از جشنواره فیلم سیدنی | پیروز |